# Fortress: Az erődítmény
A Fortress: Az erődítmény (eredeti cím: Fortress) 2021-ben bemutatott amerikai akciófilm, amelyet James Cullen Bressack rendezett és Alan Horsnail írt, Emile Hirsch és Randall Emmett története alapján. A főbb szerepekben Jesse Metcalfe, Bruce Willis, Chad Michael Murray, Kelly Greyson, Ser’Darius Blain és Shannen Doherty látható.
A filmet a Lionsgate Films 2021. december 17-én mutatta be kiválasztott mozikban és Video on Demand szolgáltatáson. Magyarországon a Mozi+ mutatta be 2023. szeptember 21-én.

## Cselekmény
Robert egy szigorúan titkos üdülőhelyen él, amelyet visszavonult amerikai hírszerző tisztek számára hoztak létre. Fia, Paul három évnyi hallgatás után felkutatja és megtalálja őt ebben a létesítményben. Paul bemutatja neki a kriptovaluta vállalkozását, és elmondja, hogy 5 millió dollárra van szüksége ahhoz, hogy a cég nyereségessé váljon. Megkéri apját, hogy írjon alá egy dokumentumot, amely lehetővé teszi számára, hogy hozzáférjen az édesanyja hagyatékából származó pénzhez. Nem tudja azonban, hogy Robert titokban végig figyelemmel kísérte fia életét és karrierjét. Eközben Balzary és bűnözőkből álló csapata betör a létesítménybe, és Robertet, valamint Pault egy nagy technológiai felszereltségű bunkerbe, az úgynevezett „erődbe” követik, miközben lemészárolják az összes őrt. Megkötözik őket, majd Balzary elmondja, hogy oroszok elrabolták a feleségét, és szüksége van arra a pénzre, amelyet állítása szerint Robert ellopott tőle. Robert azonban a pénzt kriptovalutába fektette. Mielőtt tovább bonyolódna a helyzet, Robert a fiával pontosan memorizáltat egy kódot, és figyelmezteti, hogy muszáj hibátlanul megjegyeznie, mert ez a szám akár az életét is megmentheti.

## Szereplők
| Szerep                       | Színész             | Magyar hang            |
| ---------------------------- | ------------------- | ---------------------- |
| Paul Michaels                | Jesse Metcalfe      | Markovics Tamás        |
| Robert Michaels              | Bruce Willis        | Dörner György          |
| Frederick Balzary            | Chad Michael Murray | Horváth-Töreki Gergely |
| Kate Taylor                  | Kelly Greyson       | Zakariás Éva           |
| Ulysses                      | Ser’Darius Blain    | Papp Dániel            |
| Ken Blain                    | Michael Sirow       |                        |
| Barbara Dobbs dandártábornok | Shannen Doherty     |                        |
| Sophia                       | Katalina Viteri     |                        |
| Sandra                       | Natalie Burn        | Mohácsi Nóra           |
| Axel                         | Luis Da Silva Jr.   |                        |
| Vlad                         | Sean Kanan          |                        |
| Garner                       | Lauren Schiff       |                        |

## A film készítése
A forgatás 2021. május 3-án kezdődött Puerto Ricóban. A filmet még aznap jelentették be, mint egy duológia első részét, amelyben Jesse Metcalfe, Bruce Willis, Chad Michael Murray és Kelly Greyson szerepel. A Fortress: Célkeresztben című második filmet az első filmmel párhuzamosan forgatták; a második film forgatása 2021. november 3-án fejeződött be. 2021. május 15-én James Cullen Bressack rendező bejelentette, hogy az első film forgatása befejeződött.

## Bemutató
A filmet a Lionsgate Films 2021. december 17-én mutatta be kiválasztott mozikban és Video on Demand szolgáltatáson.

## Díjak és jelölések
| Díj             | Kategória                                          | Jelölt(ek)   | Eredmény    | Forr.        |
| --------------- | -------------------------------------------------- | ------------ | ----------- | ------------ |
| Arany Málna-díj | Bruce Willis legrosszabb alakítása 2021-es filmben | Bruce Willis | Visszavonva | [ 9 ] [ 10 ] |